# Langtoft (Lincolnshire)
Langtoft is een civil parish in het Engelse graafschap Lincolnshire.